# Иван Мешеков
Иван Хараламбев Мешеков е български литературен критик.

## Биография
Роден е на 22 август 1891 г. в село (сега град) Златарица, Еленско. Завършва основно и прогимназиално образование в родното си село, след това гимназия в Търново (1909). Следва с прекъсвания през войните философия и педагогика в Софийския университет (1911–1919). Работи като шивашки работник, счетоводител в печатница „Напредък“ в София, волнонаемен учител в село Полски Сеновец и Стражица.
Служи в Школата за запасни офицери в Княжево. Участва в Първата световна война като офицер в ІІІ балканска дивизия.
След завършването на войната участва в основаването на партийната организация в родното си село. Като студент членува в партийната организация „Владимир Улянов – Ленин“ и активно участва в работата на партийния клуб „Георги Кирков“. Надничар в редакцията на „Селски вестник“, келнер във вегетарианската гостилница в София.
През 1943 г. е назначен за библиотекар в „Храноизнос“. От 1 януари 1945 г. до 1947 г. е служител в Министерството на информацията и изкуствата.
Член на БКП и на Съюза на българските писатели.
Умира на 7 януари 1970 г. в София.

## Творчество
Първата му публикация е статията „Нравственото въздействие на Пенчо Славейков върху младите“ (в. Пряпорец“, 1916 г.). В началото на 20-те години на 20 век сътрудничи на списанията „Ново време“, „Звезда“, „Златорог“, през 30-те – предимно в издания с лява ориентация (списанията „Мисъл и воля“ и „Новис“, вестниците „Дума“, „Сеяч“, „Нова камбана“, „Кормило“, „Щит“ (1933–1934), „Литературен преглед“ (1934–1935), „Час“ (1937) и „Пладне“).
Сред по-известните негови изследвания са „Трудово-спътническа литература“ от 1933 г., „Ляво поколение“ от 1934 г. и „Към реалистична критика“ от 1936 г.
Съставя „Антология 9 септември“ (1945).
Псевдоними: Доброжелател, Одумников, Стрелочник, Д. Ив., Д. Н., Иво Дъбов и др.

## Посмъртно признание
През 1992 г. в Златарица по идея на академик Иван Радев и катедра „Българска литература“ при ВТУ „Св. св. Кирил и Методий“ със съдействието на обществеността и управата на града се учредява Национална награда за литературна критика „Иван Радославов и Иван Мешеков“.